# Антоні Краузе

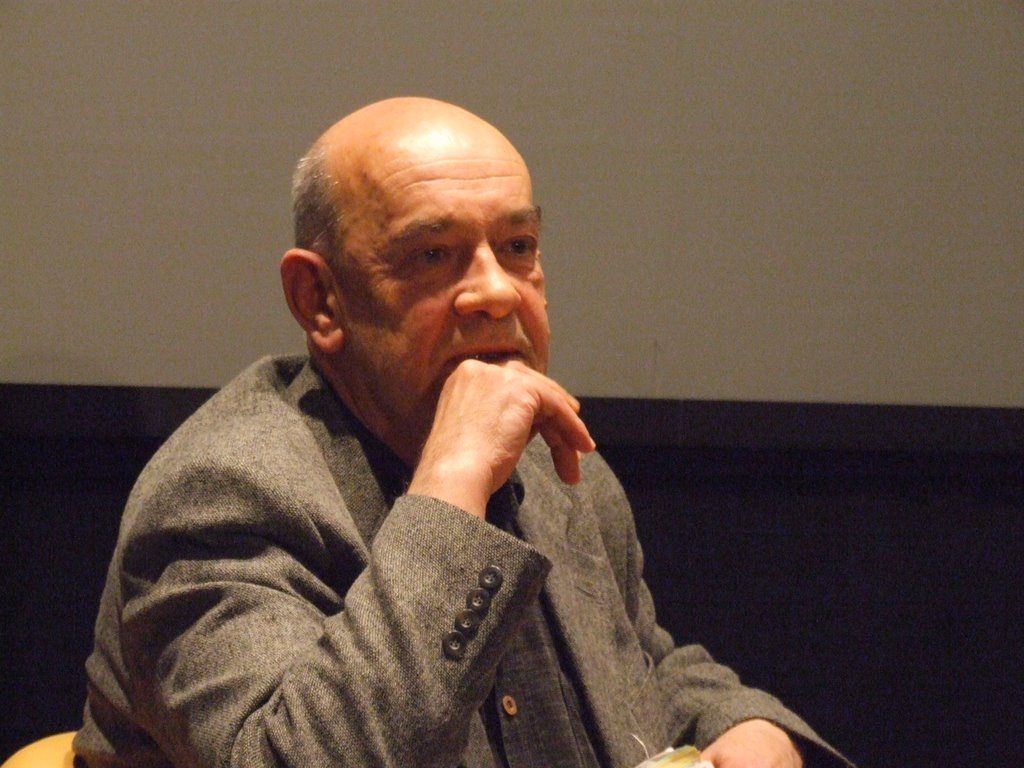
Антоні Краузе (2007)

Антоні Краузе (пол. Antoni Krauze; нар. 4 січня 1940, Варшава — пом. 14 лютого 2018) — польський кінорежисер.

## Життєпис
Закінчив Лодзинську вищу школу кіно і телебачення (1966).
Знімає документальні та художні фільми: «Палець божий» (1973), «Страх» (1975) тощо.
Співавтор сценарію і режисер кінокартини «Акваріум» (1995, Німеччина — Польща — Росія — Україна).
Підтримав звернення Європейської кіноакадемії на захист ув'язненого у Росії українського режисера Олега Сенцова

## Смерть
Помер 14 лютого 2018 року на 78 році життя.

## Режисерські роботи
- Смоленськ  (2016)
- Чорний четвер  (2011)
- Do potomnego(2004)
- Акваріум (ТВ, 1996)
- Сімейна таємниця  (2007)
- Дівчинка з готелю «Ексельсіор» (1988)
- Прогноз погоди (1983)
- Вечірка при свічках (ТВ, 1980)
- Страх  (1975)
- Перст Божий (1973)
- Піжама (ТВ, 1971)
- Фініш (ТВ, 1971)
- Монідло (ТВ, 1969)